# Владимир Франц
Владимир Франз (чеш. Vladimír Franz; * 25. мај 1959. у Прагу, Чехословачка) је чешки композитор и сликар, такође је и песник, публициста и драматург, познат и по своме тетовирању целог свог тела. Био је кандидат за председника у председничким изборима Чешке 2013. године.

## Биографија
Франц је студирао од 1978. године до 1982. на Карловом универзитету у Прагу. После доктората окренуо се ка уметности и после приватног студија сликања, код сликара Карела Сучека и компонирања музике код композитора Владимира Сомера он је основао једну групу уметника где је радио као композитор.
Данас Франц ради као професор на академији за музичке уметности у Прагу („ДАМУ“).

## Тетовирање
Владимир Франц је по целом телу тетовиран укључујући ту и главу тако да је тетоважама покривено 90% његовог тела.

## Председничка кандидатура
Године 2012. Франц је објавио своју кандидатуру за Председничке изборе у Чешкој 2013. године, а квалификовао се са 50.000 потписа грађана.
У првом изборном кругу је освојио пето место са 6,84% гласова (351.916 бирача је гласало за њега).